# No ficción

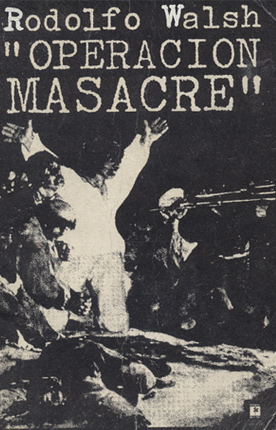
Operación Masacre, de Rodolfo Walsh.

La no-ficción es un contenido (a veces, en la forma de una  historia), cuyo creador, en buena fe, asume la responsabilidad de la veracidad o exactitud de los eventos, personas o información presentada. En contraste, una historia cuyo creador explícitamente deja abierto si y cómo el trabajo se refiere a la realidad generalmente se clasifica como ficción. La no ficción, que puede presentarse tanto objetiva como subjetivamente, es una de las dos principales divisiones de las narraciones (y, específicamente, prosa escritura), la otra división tradicional es ficción, que contrasta con la no ficción al tratar con información, eventos y personajes que se espera sean parcialmente o en gran parte imaginarios.
Las afirmaciones y descripciones fácticas específicas de no ficción pueden o no ser precisas, y pueden dar una cuenta de  verdadera o  falsa del sujeto en cuestión. Sin embargo, los autores de tales relatos creen genuinamente o afirman que son veraces en el momento de su composición o, al menos, los presentan a una audiencia convencida como hechos históricos o comprobables. Reportar las creencias de otros en un formato de no ficción no es necesariamente un respaldo a la veracidad final de esas creencias, simplemente es decir que es verdad que las personas las creen (para temas como mitología). La no ficción también se puede escribir sobre ficción, generalmente conocida como crítica literaria, que proporciona información y análisis sobre estas otras obras. La no ficción no necesariamente debe estar escrita en un texto y aquellas imágenes también pueden pretender presentar un relato fáctico de un tema.

## Definición
Antonio Weinrichter utiliza el término no-ficción para definir aquello que no está comprendido dentro del el género de ficción en el mundo audiovisual; ante ello el binomio ficción y no-ficción se vuelve problemático para representar aquello que no es ficción. El documental como género para el audiovisual intenta poner una mirada objetiva sobre la realidad y darnos un relato sobre ella. Es por esta concepción que queda excluido dentro de lo que se conoce como ficción y es por ello que el término no-ficción surge para englobar aquellos que no pueden pertenecer a lo ya establecido como ficción. Sin embargo este término no se le puede atribuir a un solo caso ya que al término se le puede englobar gran variedad de contenidos y significados. También se inmersa la no-ficción en el conflicto entre el puro discurso y la expresividad; el problema de un criterio selectivo del material; la subjetividad inherente del montaje; la existencia de un punto de vista; la idea; etc. Es por este binomio que Carl Plantinga propone considerar el cine de no-ficción como un discurso y no como una representación, un tipo de cine que afirma algo sobre lo real y no que reproduce lo real. Este surge como un problemática que se diferencia de la ficción; la No-ficción se distingue por su actitud ante lo definido como Mundo Proyectados. El término —propuesto por Plantinga— hace referencia a que el cine de no-ficción asegura que lo que muestra corresponde al mundo real, pero lo que dice o muestra puede ser erróneo o incierto; por lo que el autor utiliza el término para definir un punto intermedio entre el discurso y la realidad. El mundo proyectado es un modelo que se construye por medio de afirmaciones sobre la realidad. La relación entre el discurso y el mundo proyectado se organiza a partir de parámetros como la selección, el ordenamiento, el énfasis y el punto de vista. 
Al hablar de punto de vista existe un gran problema para Weinrichter, por lo que prefiere sustituir dicho término por el de "voz" para caracterizar la posición o actitud que se desprende del discurso de una película. A su vez, dentro el autor hace una distinción entre tres tipos de voces, una definida como voz formal (explica el mundo al espectador de forma unificadora y plena de sentido, propone argumentos definidos y favorece un estilo y narración clásica), una voz abierta (se presenta revestida de menos autoridad epistémica; no formula preguntas tan claras o no las responde tan claramente; y organiza el texto según estructuras parecidas a las del cine modernista), la voz poética (tiene la utilidad funcional de englobar a los textos que no caben en otras tipologías; el documental poético, el documental reflexivo, el cine vanguardista que utiliza elementos de la realidad, y hasta el modo paródico).

## Distinciones
Los numerosos recursos literarios y creativos utilizados en la ficción generalmente se consideran inapropiados para su uso en la no ficción. Todavía están presentes, particularmente en trabajos antiguos, pero a menudo están silenciados para no ensombrecer la información dentro del trabajo. La simplicidad, la claridad y la franqueza son algunas de las consideraciones más importantes a la hora de producir no ficción. La audiencia es importante en cualquier esfuerzo artístico o descriptivo, pero quizás sea más importante en la no ficción. En la ficción, el escritor cree que los lectores harán un esfuerzo por seguir e interpretar una progresión del tema presentada de manera indirecta o abstracta, mientras que la producción de no ficción tiene más que ver con la provisión directa de información. La comprensión del uso de los lectores potenciales para el trabajo y su conocimiento existente de un tema son fundamentales para la no ficción efectiva. A pesar de la verdad de la no ficción, a menudo es necesario persuadir al lector para que esté de acuerdo con las ideas, por lo que un argumento equilibrado, coherente e informado es vital. Sin embargo, los límites entre la ficción y la no ficción se difuminan y discuten continuamente, especialmente en el campo de la biografía; como Virginia Woolf dijo: "si pensamos que la verdad es algo de solidez de granito y de personalidad como algo de intangibilidad parecida a un arco iris y reflexionamos que el objetivo de la biografía es unir estos dos en un todo, admitiremos que el problema es rígido y que no debemos preguntarnos si los biógrafos, en su mayor parte, no lo resolvieron ".
La semi-ficción es una ficción que implementa una gran cantidad de no ficción, por ej. Una descripción ficticia basada en una historia real.

## Tipos principales
Los ejemplos literarios comunes de no ficción incluyen escritura expositiva, argumentos, artículos de opinión; ensayos sobre arte o literatura; biografías]; memorias; redacción científica, redacción técnica o publicaciones económicas (incluidas las electrónicas).
Las revistas, fotografías, textos y diagramas, a menudo también se consideran no ficticias. La inclusión de información que el autor sabe que es falsa en cualquiera de estas obras generalmente se considera deshonesta. Otras obras pueden ser legítimamente de ficción o no ficción, como revistas de autoexpresión, ccarts, artículos, y otras expresiones de imaginación. Aunque en su mayoría son uno o el otro, es posible que haya una mezcla de ambos. Alguna ficción puede incluir elementos no ficticios. Alguna no ficción puede incluir elementos de suposición, razonamiento deductivo o imaginación con el fin de suavizar una narrativa, pero la inclusión de falsedades abiertas la desacreditaría Como obra de no ficción. El negocio editorial y de venta de libros a veces usa la frase "no ficción literaria" para distinguir las obras con una inclinación más literaria o intelectual, a diferencia de la mayor colección de temas de no ficción. 

## Tipos específicos
- Artículo académico
- Publicación académica
- Almanaque
- Autobiografía
- Biografía
- Cianotipo
- Informe del libro
- No ficción creativa
- Documento de diseño
- Diagrama
- Diario
- Diccionario
- Televisión objetiva (por ejemplo, un documental)
- Enciclopedia
- Ensayo
- Guías y manuales
- Manual
- Historia
- Revista
- Periodismo
- Carta (mensaje)
- Crítica literaria
- Filosofía
- Fotografía
- Ciencia popular
- Esfuerzo personal
- Libro de ciencia
- Papel científico
- Escritura técnica
- Libro de texto
- Tesauro
- Teología

## Discusión
La concepción de cine documental parte de una doble presunción problemática: por una parte se define por oposición al cine de ficción, y por otra parte se propone como una representación de la realidad. La imposibilidad de una distancia entre la realidad y una adecuada representación de la misma es un problema que existe, ya que toda forma de representación incurrirá siempre por definición en estrategias que acercarán la película del lado de la ficción, con lo que va a invalidar la primera presunción.

Tras una etapa clásica de relativa inocencia, el documental aprendió a imitar mejor la realidad gracias a la ideología de no intervención del director de cine. Luego esta aspiración de objetividad se reveló ilusoria y el documental empezó a recuperar elementos expresivos, subjetivos y reflexivos, difuminando las fronteras que lo separaban del cine de ficción y perdiendo el miedo a presentarse como algo construido, todo ello sin perder su pretensión de ofrecer un discurso sobre el mundo.
Weinrichter, Antonio. 2005:16

Entender es aceptar que el documental consiste en una representación de la realidad y que la misma debe ser objetiva. El problema está en que para lograr la objetividad el realizador se encuentra con distintos enfrentamientos. Existen distintos niveles, por un lado un pacto con los sujetos partícipes del documental; va haber una influencia por la presencia de las cámaras además que el encuadre va a decidir qué mostrar y qué omitir; en el final parte en el proceso de seleccionar, ordenar, exponer, subrayar u omitir determinados elementos del material para convertir el mismo en una narración, también va afectar la representación. Con respecto a la objetividad, como espectador solo tenemos dos opciones: fiar todo a la buena fe del documentalista o concluir que todo documental es una ficción. 
Como plantea Michael Renov: “La diferencia [entre ficción y no ficción] es hasta qué punto puede considerarse el referente del signo documental como un fragmento del mundo arrancado de su contexto, en vez de como algo fabricado para la pantalla. Por supuesto, el mismo hecho de arrancar y contextualizar elementos profílmicos es un acto de violencia.” (Renov 1993, pag 3 y 7)